# Chadong
Chadong (kinesiska: 茶洞乡, 茶洞) är en socken i Kina. Den ligger i den autonoma regionen Guangxi, i den södra delen av landet, omkring 320 kilometer nordost om regionhuvudstaden Nanning. Antalet invånare är 19727. Befolkningen består av 9 097 kvinnor och 10 630 män. Barn under 15 år utgör 15,0 %, vuxna 15-64 år 73 %, och äldre över 65 år 11,0 %.
Genomsnittlig årsnederbörd är 2 379 millimeter. Den regnigaste månaden är juni, med i genomsnitt 483 mm nederbörd, och den torraste är oktober, med 58 mm nederbörd.